# Michał Filipczuk
Michał Filipczuk (ur. 1975) – absolwent filozofii UJ, tłumacz i współtłumacz kilkudziesięciu tytułów książkowych, w tym również dzieł z zakresu literatury pięknej oraz filozofii. Publikował m.in. w „Przeglądzie Filozoficznym”, „Principiach”, „Idei” oraz „Zagadnieniach Rodzajów Literackich”. Członek Stowarzyszenia Tłumaczy Literatury.

## Tłumaczenia
Michał Filipczuk ma w dorobku m.in. przekłady klasycznych dzieł, które były już wcześniej, czasami wielokrotnie, tłumaczone na język polski. Są wśród nich np. utwory Josepha Conrada, Charles Dickens czy Jane Austen. Przekłady te stają się obiektami analizy porównawczej z innymi tłumaczeniami tych samych dzieł — w swoich pracach zajmowali się nimi: Agnieszka Adamowicz-Pośpiech z Uniwersytetu Śląskiego oraz Paweł Marcinkiewicz

## Ważniejsze przekłady[2]
- Joseph Conrad, Tajfun, wyd. Zielona Sowa, Kraków 1999
- Joseph Conrad, Lord Jim, wyd. Zielona Sowa, Kraków 2000[6]
- Isaiah Berlin, Zmysł rzeczywistości. Studia z historii idei, wyd. Zysk i S-ka, Poznań 2002
- Richard Tarnas, Dzieje umysłowości zachodniej, wyd. Zysk i S-ka, Poznań 2002
- Kenneth Minogue, Czy demokracja wpływa na przemianę moralności [w]: Oblicza Demokracji, Ośrodek Myśli Politycznej, Kraków 2002
- David Hume, Wybór esejów politycznych [w]: „Principia” XXXII–XXXIII, Kraków 2002
- Jane Austen, Rozważna i romantyczna, wyd. Zielona Sowa, Kraków 2003 (pt. Rozsądek i romantyczność[7])
- R.L. Stevenson, Wyspa skarbów, wyd. Zielona Sowa, Kraków 2003
- Charles Dickens, Opowieść wigilijna, wyd. Zielona Sowa, Kraków 2004
- William James, Pragmatyzm, wyd. Zielona Sowa, Kraków 2004
- William James, Z wybranych problemów filozofii, wyd. Zielona Sowa, Kraków 2004
- Ralph Waldo Emerson, Natura. Amerykański uczony, wyd. Zielona Sowa, Kraków 2005
- David Hume, Badania dotyczące zasad moralności, wyd. Zielona Sowa, Kraków 2005
- George Berkeley, Trzy dialogi między Hylasem a Filonousem, wyd. Zielona Sowa, Kraków 2006
- Joseph Conrad, Amy Foster, „Rzeczpospolita” (dodatek) z 28 lutego 2007
- Martin West, Wschodnie oblicze Helikonu, wyd. Homini, Kraków 2008
- Alasdair MacIntyre, Trzy antagonistyczne wersje dociekań moralnych, Wydawnictwa Akademickie i Profesjonalne (WAiP), Warszawa 2009.
- J.P. Diggins, Iluzje pragmatyzmu…, wyd. Łośgraf, 2011.
- Tony Judt, Brzemię odpowiedzialności…, Wydawnictwo Krytyka Polityczna, 2014.
- Mark L. McPherran, Religia Sokratesa, Wydawnictwo Teologii Politycznej, Warszawa 2014
- Judith Butler, Na rozdrożu. Żydowskość i krytyka syjonizmu, Wydawnictwo Krytyki Politycznej, Warszawa 2014
- Eva Illouz, Dlaczego miłość rani…, Warszawa 2016
- P. Hook, Galeria szubrawców, Znak, Kraków 2017
- R. Kraut, Sokrates i Państwo, Warszawa 2017
- L. Strauss, Sokrates i Arystofanes, Warszawa 2018
- Ch. Kahn, Platon i dialog sokratyczny, Warszawa 2019
- E. Hoffer, Prawdziwy wyznawca, wyd. Animi2 2020
- M. Foley OCD, Noc ciemna, Wydawnictwo Karmelitów Bosych, Kraków 2020
- J. Milbank, Przekroczyć rozum sekularny: teologia i teoria społeczna, wyd. Teologia Polityczna, Warszawa 2020[8]
- C. Spencer, Wegetarianizm. Zarys historii, Permakultura 2021[9]
- L. Strauss, O Machiavellim, (współtłum.), Warszawa 2021
- J. Finnis, Tomasz z Akwinu. Filozofia moralności, polityki i prawa, (współtłum.) Warszawa 2022
- I. Murdoch, Przeciw oschłości, PIW, Warszawa 2023